# Gissur Ísleifsson
Gissur Ísleifsson (1042 – Skálholt, 1118) è stato un vescovo cattolico islandese, secondo vescovo di Skálholt dopo la morte del padre e predecessore Ísleifur Gissurarson.
Consacrò la cattedrale dedicata a San Pietro apostolo.

## Genealogia episcopale
La genealogia episcopale è:
- Arcivescovo Athelbjart di Brema
- Vescovo Ísleifur Gissurarson
- Vescovo Gissur Ísleifsson